# نصف لتر
نصف لتر بالإنجليزية pint الرمز pt ،  هو وحدة حجم أو سعة في كل من أنظمة القياس وحدات القياس العرفية ووحدات إمبراطورية. في كل من هذين النظامين، تكون تقليديًا ثُمن غالون . إن نصف لتر الإمبراطوري أو البريطاني أكبر بحوالي 20٪ من نصف لتر الأمريكي لأن النظامين يتم تعريفهما بشكل مختلف . لقد قامت جميع البلدان الأخرى تقريبًا بتوحيد النظام المتري، لذا فإن حجم ما يمكن تسميته نصف لتر، من الفرنسية la pinte ، يختلف باختلاف العادات المحلية.
الباينت الإمبراطوري (≈ 568 ) في المملكة المتحدة وأيرلندا وإلى حد محدود في دول الكومنولث. في الولايات المتحدة، يتم استخدام نوعين من الباينت: نصف لتر سائل (≈ 473 ) وباينت جاف أقل شيوعًا (≈ 551 ). تحولت جميع المستعمرات البريطانية السابقة الأخرى دومينيون ، مثل كندا وأستراليا وجنوب إفريقيا ونيوزيلندا، إلى النظام المتري في الستينيات والسبعينيات ؛ لذلك، في حين أن مصطلح pint قد لا يزال شائعًا في هذه البلدان، فقد لا يشير بعد الآن إلى الباينت الإمبراطوري البريطاني الذي استخدم مرة واحدة في جميع أنحاء الإمبراطورية البريطانية.
نظرًا لأن غالبية دول العالم لم تعد تستخدم وحدات إمبريالية أمريكية أو بريطانية، ومعظمها لا يتحدث الإنجليزية، فقد يتم قياس «نصف لتر من البيرة» في حانة خارج المملكة المتحدة والولايات المتحدة بمعايير أخرى. في دول الكومنولث، قد يكون نصف لتر إمبراطوري بريطاني من 568 مل، في البلدان التي تخدم أعدادًا كبيرة من السياح الأمريكيين، قد يكون نصف لتر سائل أمريكي من 473 مل، في العديد من البلدان المترية نصف لتر من 500 مل، أو في بعض الأماكن هو إجراء آخر يعكس القوانين والعادات الوطنية والمحلية.

## تعريفات

### نصف لتر إمبراطوري
نصف لتر الإمبراطوري يساوي ثمن الغالون أمبراطوري
= 20 أونصة سائلة
= 568.26 مل
= 34.67 بوصة مكعبة
= 1.201 أونصة سائلة أمريكية
= 1.032 نصف لتر جاف أمريكي
= 19.215 أونصة سائلة أمريكية

### نصف لتر سائل أمريكي
في الولايات المتحدة، يُعرّف الباينت السائل قانونًا على أنه ثمن غالون سائل يبلغ بالضبط 231 بوصة مكعبة .
= 16 أونصة سائلة أمريكية
= 28.875 بوصة مكعبة
= 473.176 مل
= 0.8326 نصف لتر امبراطوري
= 0.859 نصف لتر أمريكي جاف
16.653 أونصة سائلة إمبراطورية

### نصف لتر جاف أمريكي
في الولايات المتحدة، نصف الباينت الجاف يساوي واحدًا وستين من البوشل .
= 0.0156 بوشل أمريكي جاف
= 0.125 غالون الأمريكي الجاف
= 33.6 بوصة مكعبة
= 550.61 مل
= 0.9689 نصف لتر إمبراطوري
= 1.1636 نصف لتر أمريكي

### نصف لتر أخرى
الهند = 330 مل
جنوب أستراليا = 425 مل
باقي أستراليا = 570 مل